# Selaginella erythropus
Selaginella erythropus är en mosslummerväxtart som först beskrevs av Carl Friedrich Philipp von Martius och fick sitt nu gällande namn av Antoine Frédéric Spring. Selaginella erythropus ingår i släktet mosslumrar, och familjen mosslummerväxter. Inga underarter finns listade i Catalogue of Life.